# BSC Raiffeisen Panthers Fürstenfeld
| CITIES Panthers Fürstenfeld | CITIES Panthers Fürstenfeld                                |
| --------------------------- | ---------------------------------------------------------- |
|                             |                                                            |
|                             |                                                            |
| Vereinsdaten                |                                                            |
| Anschrift:                  | CITIES Panthers Fürstenfeld Wallstraße 26 8280 Fürstenfeld |
| Website:                    | www.panthers.at                                            |
| Gründungsjahr:              | 1955                                                       |
| Liga:                       | Superliga                                                  |
| Präsident:                  | vakant                                                     |
| Obmann:                     | Thomas Zotter                                              |
| Trainer:                    | Peter Stahl                                                |
| Spielstätte:                | Stadthalle Fürstenfeld                                     |
| Dressenfarben:              | Heimspiele: Orange Auswärtsspiele: Schwarz                 |
| Gewonnene Titel             |                                                            |
| Meister 2. Liga             | 2022                                                       |
| Meister:                    | 2008                                                       |
| Vizemeister:                | 2010, 2002                                                 |
| Cup:                        | 2009                                                       |
| Supercup:                   | 2009                                                       |
| Europacup-Teilnahmen        |                                                            |
| Korać-Cup:                  | 1995/96 (1S-3N)                                            |

Die CITIES Panthers Fürstenfeld sind ein 1955 gegründeter Basketballverein aus Fürstenfeld in der Steiermark. Die erste Mannschaft war bis 2019 in der Bundesliga vertreten, 2022 gelang die Rückkehr.

## Spielort
Die Panthers tragen ihre Heimspiele in der bis zu 2000 Zuseher fassenden Fürstenfelder Stadthalle aus, die 1985 errichtet wurde.

## Geschichte
Der Sportlehrer Franz Mathias führte im Schuljahr 1951/52 mit den Worten „Die großen Schüler zu mir“ den Basketball in der Fürstenfelder Mittelschule und damit in Fürstenfeld ein. Auf dem Freiplatz vor dem Bundesrealgymnasium und in der Halle wurden bald Körbe installiert.
Am 4. Dezember 1955 meldeten die Fürstenfelder die Basketballabteilung im Rahmen des Turnvereines beim steirischen Verband an. Ein Jahr später nahmen die Oststeirer erstmals an der Meisterschaft teil und schafften in der zweiten Saison den Aufstieg von der 1. Klasse in die Landesliga. Auch eine Mädchenmannschaft wurde gegründet. 
1968 wurden die Fürstenfelder erstmals steirischer Meister. Auf die Aufstiegsspiele musste der Klub aber verzichten, da eine geeignete Halle und die finanzielle Grundlage fehlten. Einige Spieler wanderten daraufhin zu ABC Graz und ATSE Graz ab. 1970 wiederholte sich die Szenerie und vom wieder sehr starken Team blieb nur ein kleiner Rest übrig. Der Anschluss an die Spitzenklubs ging verloren. 1972 meldeten sich die Basketballer vom Turnverein Fürstenfeld ab und gründeten den von Saischegg gesponserten BSC Spezi Fürstenfeld. 1979 wurde der Sprung in die B-Liga riskiert. Die Heimspiele mussten aber in Graz ausgetragen werden, da es in der ehemaligen Bezirkshauptstadt noch immer keine geeignete Halle gab. Der Abstieg folgte.
Der Durchbruch gelang mit dem Wiederaufstieg 1986 und der Verpflichtung der beiden US-Spieler Harry Bell (1987) und Clarence Swearengen (1988), die Fürstenfeld 1994 in die A-Liga und auf Anhieb in den Europacup führten. Beim ersten internationalen Auftritt überstand die Mannschaft die erste Runde, hatte anschließend aber gegen die Weltklassemannschaft aus Athen keine Chance. 1996 folgte ein erneuter Abstieg in die B-Liga mit sofortigem Wiederaufstieg.
Seit der Saison 1997/98 sind die Fürstenfelder ein fixer Bestandteil in Österreichs höchster Spielklasse. In den Jahren 2000 und 2001 führten die Panthers, wie sich der Klub jetzt nennt, über 300 Tage lang die Tabelle der A-Liga an. Im Finale um den Meistertitel 2002 unterlag der BSC Raiffeisen Fürstenfeld dem steirischen Lokalrivalen Montan Bears Kapfenberg. Dabei ging das fünfte Spiel der Finalserie vor über 2.000 Zuschauern in der restlos ausverkauften Fürstenfelder Stadthalle erst nach der zweiten Verlängerung mit 107:109 verloren. Leistungsträger der Panthers waren Johnny McNeil, Roland Miller und Aaron Mitchell.
Vor der Saison 2006/07 kam es beim BSC Raiffeisen Fürstenfeld zu einem Präsidentenwechsel und zugleich zu einer Bündelung der Kräfte. Der frühere GAK-Präsident Harald Fischl übernahm das Präsidentenamt und die Funktion des Obmannes. Seine drei Stellvertreter sind mit Josef Rath und Alois Bonstingl seine beiden Vorgänger sowie Helmut Jörg. Nach dem Erreichen des dritten Platzes wurde vor und während der Saison 2007/08 die Mannschaft vollkommen neu zusammengestellt. Mit Miljan Goljovic wurde der ehemalige Topscorer der Euroleague 1999/2000 erworben.
Aus der Semifinalserie gegen die Swans aus Gmunden gingen die Panthers aus Fürstenfeld mit 3:2 als Sieger hervor. Der Finalgegner war mit den Oberwart Gunners ein Lokalrivale. Nach einer ausgeglichenen Serie konnten die Raiffeisen Panthers Fürstenfeld das entscheidende fünfte Spiel bei den Oberwart Gunners mit 89:88 knapp gewinnen und wurden damit erstmals österreichischer Meister. Point Guard Anthony Shavies wurde zum besten Spieler der Finalserie gewählt.
In der Saison 2008/09 konnte Fürstenfeld den ersten Cupsieg der Geschichte feiern: Die Panthers besiegten im Finale Wels knapp mit 80:79. Auch im Meisterschaftshalbfinale traf Fürstenfeld auf Wels, verlor die Serie gegen den späteren Meister allerdings mit 1:3. Für Aufregung sorgte dabei Harald Fischl, der seine Spieler im vierten und letzten Halbfinalspiel zum Abtreten bewegen wollte, um gegen die Schiedsrichteransetzung zu protestieren. Zu diesem Zeitpunkt lagen die Panthers mit 20 Punkten zurück, das Spiel wurde schlussendlich mit 110:125 verloren.
Zum Saisonstart 2009 holten die Panthers im zweiten Anlauf zum ersten Mal den Supercup. Die Panthers setzten sich gegen WBC Raiffeisen Wels mit 77:68 durch.
In der Saison 2015/2016 konnten die Panthers erstmals nach fünf Jahren, angeführt von Marko Car und Gary Ware, wieder die Tabellenspitze erlangen. Im Juni 2018 wurde den Panthern unter anderem wegen eines fehlenden Nachweises der wirtschaftlichen Leistungsfähigkeit in erster Instanz die Bundesliga-Lizenz verweigert. Später wurde die Teilnahmeberechtigung dann unter Auflagen erteilt.
Im September 2018 trat Präsident und Obmann Karl Sommer von seinen Ämtern zurück, seit 1991 hatte er dem Verein in unterschiedlichen Funktionen gedient. Im selben Monat wurde der vorherige Trainerassistent Adnan Bajramovic als neuer Cheftrainer vorgestellt, Sportlicher Leiter wurde neben seiner Rolle als Leistungsträger der Mannschaft der Kroate Marko Car. Im März 2019 wurde Bajramovic aus sportlichen Gründen entlassen, Nachfolger im Traineramt bis zum Saisonende 2018/19 wurde der Deutsche Peter Stahl, der damit eine dritte Amtszeit in Fürstenfeld antrat, aber nicht zu verhindern vermochte, dass die Mannschaft am Saisonende 2018/19 auf dem letzten Tabellenplatz stand. Stahl wechselte hernach ins Amt des Obmanns, sein Nachfolger als Trainer wurde während der Sommerpause 2019 vorgestellt: John Griffin. Im Vorfeld der Saison 2019/20 wurde der Mannschaft die Spielberechtigung für die höchste Liga des Landes verweigert. Den Verein plagten zuvor Geldsorgen. Fortan trat Fürstenfeld in der zweiten Liga an. Nach der Lizenzverweigerung kam die vereinbarte Zusammenarbeit mit Trainer Griffin nicht zustande, der Italiener Flavio Priulla übernahm das Traineramt. In der Saison 2021/22 holte die Mannschaft den Zweitliegermeistertitel. Damit gelang die Rückkehr in die höchste Spielklasse Österreichs.

## Platzierungen in der Bundesliga
| Jahr | Position | Jahr | Position  |
| ---- | -------- | ---- | --------- |
| 2003 | 6. Platz | 2004 | 11. Platz |
| 2005 | 6. Platz | 2006 | 11. Platz |
| 2007 | 3. Platz | 2008 | 1. Platz  |
| 2009 | 3. Platz | 2010 | 2. Platz  |
| 2011 | 4. Platz | 2012 | 7. Platz  |

## Ehemalige Spieler
- Ibrahim Diarra
- Jonathan Levy
- Trevor Gaines
- Desmond Penigar
- Shawn Ray
- Anthony Shavies

## Landesliga
In der Saison 1999/2000 startete der Verein zusätzlich mit einer zweiten Mannschaft, diese errang prompt in der 1. Klasse den Meistertitel und spielt seither in der steirischen Landesliga. Insgesamt konnte der Landesliga-Titel sechs Mal gewonnen werden und vier Mal der Steirische Cup. Die Mannschaft besteht aus ehemaligen bzw. zurückgetretenen Spielern der Bundesligamannschaften zwischen den Jahren 1990 und 2005.

## Nachwuchs
Der Verein stellt folgende Nachwuchsmannschaften auf:
- U10, Rea Nizamic
- U12, Rea Nizamic
- U14, Rea Nizamic
- U16, Adnan Hajder
- U19, Adnan Hajder